# Vanillaware
Vanillaware Ltd. è un team giapponese di sviluppatori di videogiochi che ha base ad Osaka. Compagnia indipendente, è stata fondata nel 2002 da George Kamitani con il nome originario di Puraguru. Kamitani precedentemente aveva lavorato presso Capcom e Atlus, e aveva sviluppato Princess Crown (1997) per Sega Saturn. Dopo gli esordi come piccolo team indipendente con Fantasy Earth: The Ring of Dominion, pubblicato da Enix, nel 2004 la compagnia ha posto sede ad Osaka, Kansai, a cambiato nome in Vanillaware. Kamitani voleva che il team sviluppasse nuovi progetti, primo dei quali fu Odin Sphere.
L'azienda è nota per il suo uso di opere d'arte bidimensionali, con modelli di personaggi che hanno movimenti articolati scritti a mano simili ad animazioni flash. I titoli successivi hanno sperimentato livelli stratificati e grafica 2.5D. Kamitani ha basato molti dei suoi giochi sui classici giochi picchiaduro su cui ha lavorato quando era alla Capcom, che avevano influenzato in modo simile Princess Crown. Vanillaware ha debuttato con due giochi nel 2007: Odin Sphere, che è stato ritardato dall'editore Atlus; e GrimGrimoire, un videogioco strategico in tempo reale per Nippon Ichi Software. Hanno lavorato con molti editori diversi, anche se il più delle volte con Atlus per giochi come Dragon's Crown e 13 Sentinels: Aegis Rim.